# Tabea Zimmermann

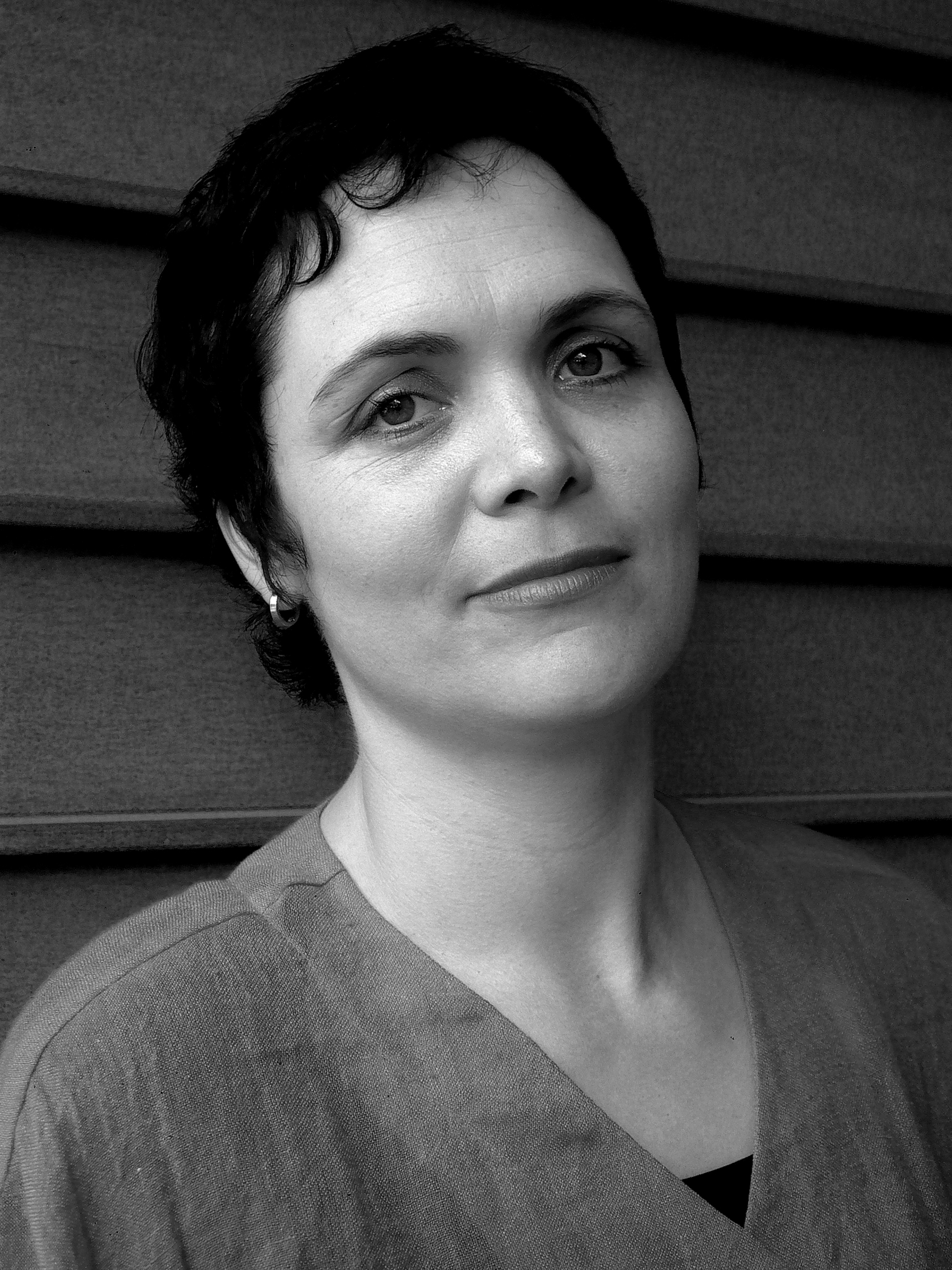
Tabea Zimmermann

Tabea Zimmermann, född 8 oktober 1966 i Lahr, är en tysk violast.

## Biografi
Zimmermann började spela viola redan vid tre års ålder. Hon studerade för Ulrich Koch och Sándor Végh.
György Ligeti komponerade sin “Sonata for Solo Viola” för Zimmermann, vilken hon också uruppförde 1994. Andra samtida tonsättare som komponerat verk för Zimmermann är bl.a. Heinz Holliger och Sally Beamish.
Sedan 2002 undervisar Tabea Zimmermann som professor i viola och kammarmusik vid Hanns Eisler Academy of Music  i Berlin.